# اشهدي يا سماء
اِشْهَدِي يَا سَمَاءْ هي أنشودة وطنية من بين الأناشيد الوطنية الجزائرية.

## القصيدة

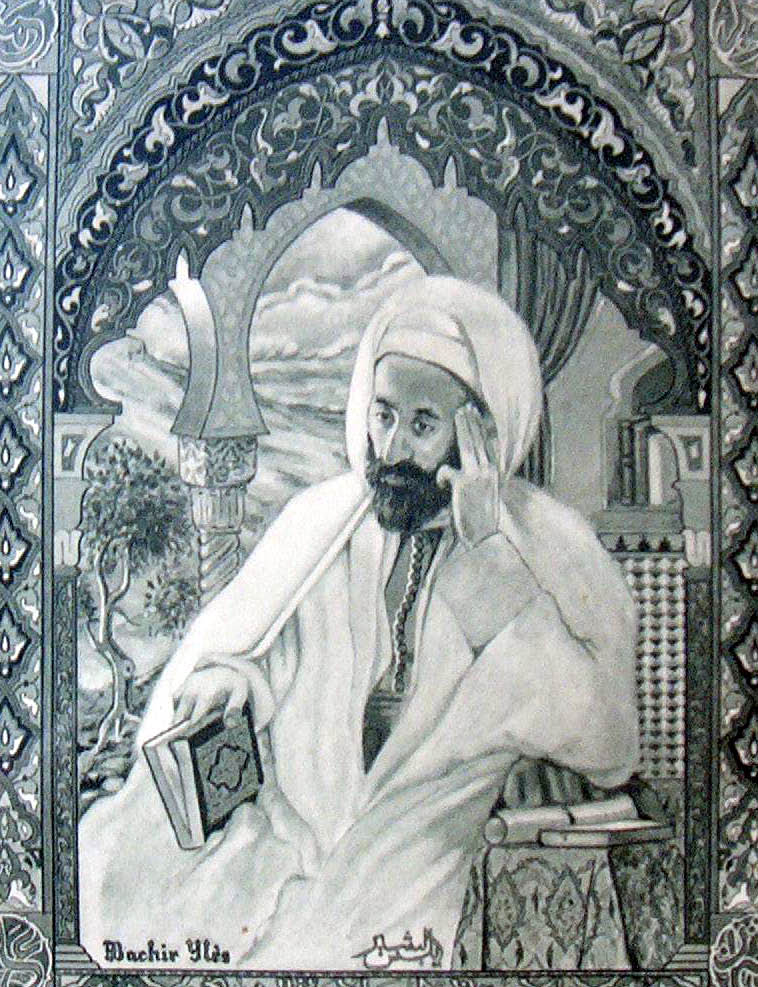
الإمام عبد الحميد بن باديس

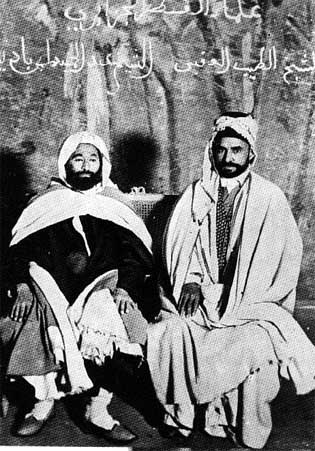
الإمام عبد الحميد بن باديس

جغرافيا الجزائر

علم الجزائر

هذه الأنشودة الوطنية ألفها عبد الحميد بن باديس ولحنها الأمين بشيشي.
وهذا النشيد قد ارتجله الشيخ عبد الحميد بن باديس في حفل أقامته مدرسة التربية والتعليم بقسنطينة يوم 27 رمضان 1356هـ، الموافق ليوم 30 نوفمبر 1937م، بمناسبة إحياء ليلة القدر.
وتُعتبر هذه الأنشودة من أشهر النصوص الثورية التي خلدت ثورة تحرير الجزائر.
وتتكون قصيدتها من إحدى عشر بيتا شعريا مقروضا وفق عروض بحر الخفيف.
وقد تم الأداء الفني لهذه الأبيات من طرف الفرقة الفنية لجبهة التحرير الوطني قبل استقلال الجزائر.
وأداها جماعيا كل من فناني أوركسترا الإذاعة الجزائرية ، وأوركسترا التلفزيون الجزائري، وكذلك أوركسترا أوبرا الجزائر.
كما أن وزارة التربية الجزائرية قد اعتمدت هذا النشيد مع قَسَمًا، وشعب الجزائر مسلم، وجزائرنا يا بلاد الجدود، وعليك مني سلام يا أرض أجدادي، ويا شهيد الوطن، ونحن طلاب الجزائر، في برامجها التكوينية.

## نص النشيد
ـــــــــــــــــــــــــــــــــــــــــــــــــــــــــــــــــــــــــــــــــــــــــــــــ
اِشـْـهـَـدِي يـَا سـَـمـَـاءْ ..... وَاكْتُبَنّْ، وَاكْتُبَنّْ، يَا وُجُودْ
أَنــَّــنـــَــا لـِـلـْـحــِـمـَـى ..... سَنَكُونُ الـْجـُنـُودَ الـْجـُنـُودْ
ـــــــــــــــــــــــــــــــــــــــــــــــــــــــــــــــــــــــــــــــــــــــــــــــ
فــَــنــُـزِيـــحُ الـْـبــَـلاَءْ ..... وَنــَــــفــُـــــكُّ الْـقــُــيــُــودْ
وَنـُـنــِــيـــلُ الـرِّضــَـى ..... مــَـنْ وَفـَـى بـِـالـْـعــُـهــُـودْ
وَنـــُـــذِيـــــقُ الـــرَّدَى ..... كـــُـــلَّ عــــَــاتٍ كــَــنــُــودْ
ـــــــــــــــــــــــــــــــــــــــــــــــــــــــــــــــــــــــــــــــــــــــــــــــ
اِشـْـهـَـدِي يـَا سـَـمـَـاءْ ..... وَاكْتُبَنّْ، وَاكْتُبَنّْ، يَا وُجُودْ
أَنــَّــنـــَــا لـِـلـْـحــِـمـَـى ..... سَنَكُونُ الـْجـُنـُودَ الـْجـُنـُودْ
ـــــــــــــــــــــــــــــــــــــــــــــــــــــــــــــــــــــــــــــــــــــــــــــــ
فــَــيــَـرَى جــِـيــلــُـنـَـا ..... ذِكــْــرَيـــَــاتِ الــْــجــُــدُودْ
وَيـــَــرى قــَــوْمــُــنــَـا ..... خــَـافــِــقــَـاتِ الــْـبــُـنــُـودْ
وَيــَـرَى نــَــجــْـمــُـنــَـا ..... لــِـلــْـعــُـلاَ فـِـي صــُـعــُـودْ
ـــــــــــــــــــــــــــــــــــــــــــــــــــــــــــــــــــــــــــــــــــــــــــــــ
اِشـْـهـَـدِي يـَا سـَـمـَـاءْ ..... وَاكْتُبَنّْ، وَاكْتُبَنّْ، يَا وُجُودْ
أَنــَّــنـــَــا لـِـلـْـحــِـمـَـى ..... سَنَكُونُ الـْجـُنـُودَ الـْجـُنـُودْ
ـــــــــــــــــــــــــــــــــــــــــــــــــــــــــــــــــــــــــــــــــــــــــــــــ
هـــَــكـــَــذَا هـــَــكـــَــذَا ..... هـــَـــكـــَــذَا ســَــنــَـعــُــودْ
فَاشـْـهـَـدِي يَا سـَـمـَـاءْ ..... وَاكــْــتــُـبــَـنّْ يـَـا وُجــُـودْ
أَنــَّـــنـــَــا لــِــلــْــعــُــلاَ ..... أَنــَّــنــَــا لــِــلــْــخــُــلــُــودْ
ـــــــــــــــــــــــــــــــــــــــــــــــــــــــــــــــــــــــــــــــــــــــــــــــ
اِشـْـهـَـدِي يـَا سـَـمـَـاءْ ..... وَاكْتُبَنّْ، وَاكْتُبَنّْ، يَا وُجُودْ
أَنــَّــنـــَــا لـِـلـْـحــِـمـَـى ..... سَنَكُونُ الـْجـُنـُودَ الـْجـُنـُودْ
ـــــــــــــــــــــــــــــــــــــــــــــــــــــــــــــــــــــــــــــــــــــــــــــــ

## روابط خارجية

### فيديوهات
- أنشودة: اشهدي يا سماء، واكتبن واكتبن يا وجود على يوتيوب
- أنشودة: اشهدي يا سماء، واكتبن واكتبن يا وجود على يوتيوب
- أنشودة: اشهدي يا سماء، واكتبن واكتبن يا وجود على يوتيوب
- أنشودة: اشهدي يا سماء، واكتبن واكتبن يا وجود على يوتيوب
- أنشودة: اشهدي يا سماء، واكتبن واكتبن يا وجود على يوتيوب